# Гусиная Земля
Гуси́ная Земля́ — крупнейший полуостров на архипелаге Новая Земля (Архангельская область, Россия).
Полуостров находится на западе острова Южный. На нём находится самая западная точка архипелага. Мысы побережья: Соколова, Морозова, Лилье, Средний Гусиный Нос, Южный Гусиный Нос, Не-Базар-Саля, Людсаля, Северный Гусиный Нос. Крупные реки: Юнко, Сегрыяха, Западная Юнко, Восточная Юнко, Песцовая, Саучиха, Латаяха, Крест-Яха, Мучьяха. Полуостров разделяет пролив Костин Шар и Залив Моллера. Гусиная Земля омывается также заливом Рогачёва, губой Белушья, заливом Гагарий, губой Осивэйпаха и губой Литке.
Рельеф полуострова преимущественно равнинный. Высочайшая точка — гора на востоке высотой 284 м. Другие горы: Песцовая (218 м), Особенная (89 м). В юго-западной части полуострова расположен хребет Ялмахой высотой до 174 м. Полуостров сильно заболочен, на нём много озёр, крупнейшее из которых — озеро Гусиное, расположенное в северной части.
Рядом с полуостровом глубины моря до 123 м. Средняя величина приливов на побережье составляет 1,0 м. На полуострове расположены посёлки Рогачёво и Белушья Губа.
Фауна арктической тундры. В период линьки на полуострове собираются тысячные стада гусей. Полуостров используется для выпаса оленей.

## Упоминание в кино
С полуостровом связан сюжет одной из серий телесериала Конвой PQ-17, где по сюжету высадились гражданские моряки союзников после атаки немецкой подводной лодки.